# 이란의 문화

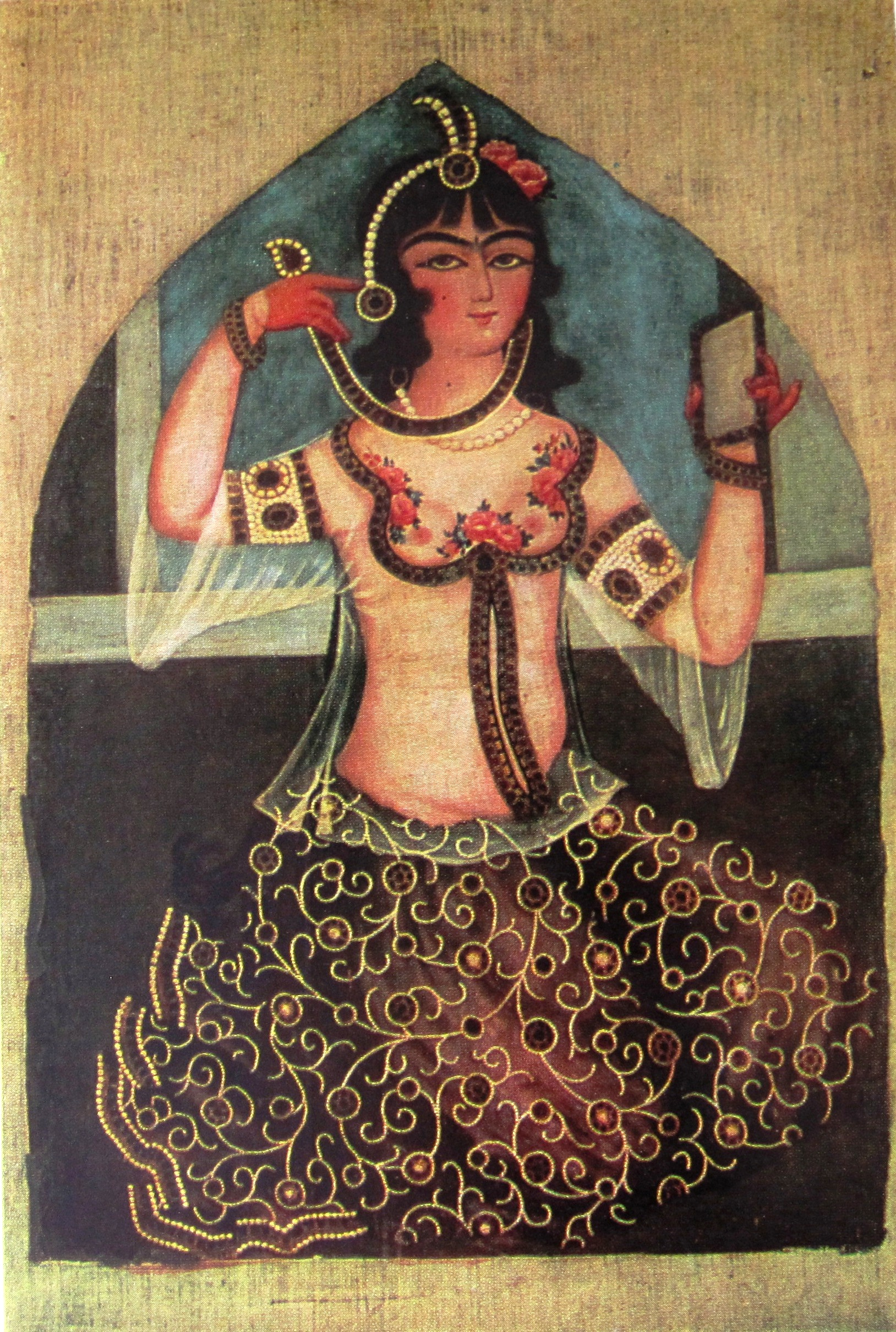

이 문서는 이란의 문화에 관한 것이다.

## 개요
이란이 보통 아랍 문화권에 속해 있다고들 생각하지만 이란의 문화는 아랍 문화와 많이 다르다. 문화사를 보면 이슬람에 이란의 고유문화가 영향을 준 것은 이루 말할 수 없을 정도이다. 이란은 이슬람 문화를 키워나갔고 이슬람 문명 발전을 주도했다고 해도 과언이 아닐 것이다.
현재 이란은 페르시아어를 표기하기 위해서 아랍 문자를 사용하고 있다. 하지만 이란에서 쓰는 페르시아어는 아랍어와는 전혀 다른 어족에 속하는 언어이다. 아랍어와 히브리어는 아프리카아시아어족의 셈어파에 속하고, 페르시아어는 인도유럽어족의 인도이란어파에 속한다.
역사적으로 페르시아어는 기원전 7세기~기원전 4세기 무렵에는 수메르에서 유래한 쐐기 문자를 빌려서 기록하였고, 이후 팔라비 문자를 사용하기도 했으나, 7세기 말에 아랍인의 정복에 의한 이슬람 문화가 이란에 전파하면서, 아랍 문자를 사용하게 된 것이다.
이슬람 문화권의 여성들이 차도르를 입고 다니듯이 이란의 여성들도 차도르를 입는다. 서남아시아에서 차도르를 입는 까닭은 태양의 자외선부터 자신의 피부를 보호하기 위해서였다.
이슬람 여성들은 노출을 꺼려 자신의 얼굴만 보이고 몸을 가리는 차도르를 입고다녔으나, 지금은 여성의 평등권을 무시한다는 까닭에 입고다니지 않도록 했다. 이란의 수도 테헤란의 거리를 걷는 페르시아 여성들을 보면은 차도르를 입고다니는 여성들이 있지만, 반면에 차도르를 입지 않고 양의를 입는 여성들도 많이 있다. 사실은 팔라비 왕조의 개혁 정책의 영향이 지금까지도 남아있기 때문이다. 하지만, 이란 내에서 머리카락을 가리는 히잡 착용은 종교법적인 이유로 모두(외국인 포함)에게 적용되고 있다.